# Alsteinia castanea
Alsteinia castanea är en kackerlacksart som först beskrevs av Hanitsch 1950.  Alsteinia castanea ingår i släktet Alsteinia och familjen småkackerlackor. Inga underarter finns listade i Catalogue of Life.